# Lista de ilhas da Estónia

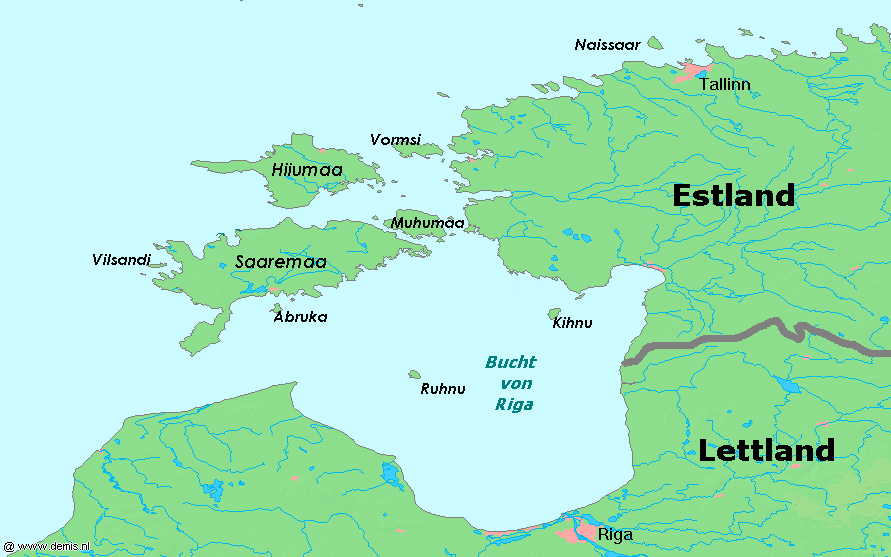
Mapa das ilhas da Estónia

Esta é uma lista das ilhas da Estónia.
Nota:Esta lista não se encontra completa.

## A
Abruka - Adralaid - Aegna (Wulf) - Ahelaid - Aherahu - Ahessäär - Ahtra - Aksi (Väike-Prangli, Äksi) - Allirahu - Alumine Vaika - Ankrurahu - Annilaid (Anõlaid)

## E
Eerikukivi - Eerikulaid - Elmrahu - Esirahu

## H
Hanemaa - Hanerahu - Hanikatsi laid - Hara - Harilaid - Härjakare - Härjamaa - Heinlaid - Hellamaa rahu - Hiiumaa (Dagö) - Hobulaid - Hõralaid - Hülgerahu

## I
Imutilaid - Innarahu

## K
Kadakalaid - Kaevatsi laid - Kahtla laid - Kajakarahu - Kakralaid - Kakrarahu - Kassari - Kasselaid - Keri (Kokskär) - Keskmine Vaika - Kesselaid - Kihnu - Kõinastu laid - Kõrgelaid - Kõverlaid - Kräsuli - Kriimi laid -  Kuivarahu - Külalaid - Kullilaid - Kumari laid - Kuradisäär

## L
Laasirahu - Langekare - Leemetikare - Liia - Liisi laid - Liivakari - Linnusitamaa - Loonalaid - Luigerahu

## M
Maakrirahu - Manilaid - Mardirahu - Mohni - Mondelaid - Muhu - Mustarahu

## N
Naissaar (Nargö) - Naistekivi maa - Ninalaid - Nootamaa

## O
Orikalaid - Osmussaar (Odensholm)

## P
Paelaid - Pakulaid - Papilaid - Papirahu - Pasilaid - Pihlakare - Pihlalaid - Piirissaar - Prangli -  Pühadekare - Puhtulaid

## R
Rammu - Ristlaid - Rohurahu - Rooglaid - Ruhnu (Runö) - Rukkirahu

## S
Saare ots - Saaremaa (Ösel) - Saarnaki laid - Salava - Sangelaid - Seasaar - Selglaid - Sillalaid - Sipelgarahu - Sitakare - Sõmeri - Sorgu - Suurlaid - Suur-Pakri (Rågö)

## T
Taguküla laid - Täkulaid - Tauksi - Tiirloo - Tondirahu

## U
Udrikulaid - Urverahu

## V
Vahase - Väike-Pakri - Väike-Tulpe - Vaindloo - Valgerahu - Vareslaid - Varesrahu - Vesiloo - Vesitükimaa - Viirelaid - Vilsandi - Vissulaid - Vohilaid - Võilaid - Võrgukare - Vormsi